# 施韋尼茨河
50°38′47″N 13°23′31″E / 50.6465°N 13.3919°E

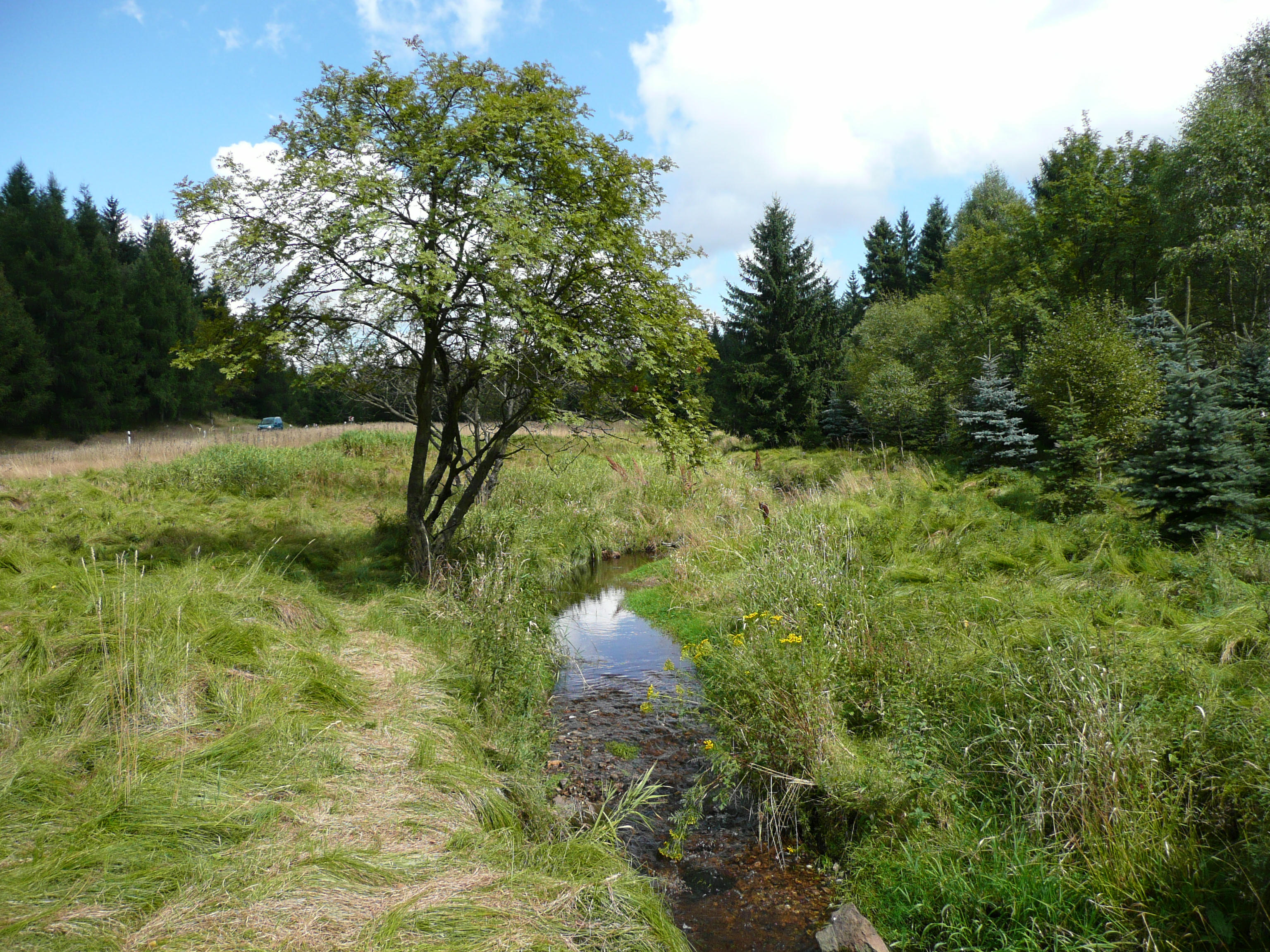

施韋尼茨河是歐洲的河流，流經德國薩克森州和捷克波希米亞，處於布拉格西北面100公里，屬於弗勒阿河的左支流，河口處在奧爾伯恩豪。